# Disamistade
Disamistade è un film del 1988 diretto da Gianfranco Cabiddu. Opera prima dello stesso Cabiddu, è ambientato nella Sardegna degli anni '50, ed è incentrato sulla vendetta sarda, in questo caso mancata, non voluta consumare, legittima secondo tradizione, ma non nello spirito di tempi nuovi e di gente nuova.

## Trama
Sebastiano è figlio di un pastore. Oggi si è fatto grande fuori paese, studiando. Sua madre vorrebbe farne un medico, un avvocato, un prete, tanto il ragazzo è serio e studioso. Sebastiano deve tornare al paese perché gli hanno ammazzato il padre. Tocca a lui fare vendetta. Ma lui ha ormai altri sentimenti, sebbene resti in paese, forse per farsi una ragione di condotta. Ma finisce in una banda di abigeatari, in seguito a un furto subito al gregge di famiglia. E poi trova l'amore di Domenicangela, mite e "nuova" come lui. Arrestato e condannato per abigeato, e anche per vendetta di sangue, fa capire ai paesani che questa non è cosa per lui, accusato e perseguito per delitti non suoi. Al processo dichiara la sua responsabilità per balentias, ma dichiara anche il suo rifiuto per la vendetta di sangue.
La scottante tematica antropologica ha dietro gli di sé gli studi di Antonio Pigliaru su La vendetta barbaricina come ordinamento giuridico (1959), ma anche la consulenza di un altro antropologo sardo, Giulio Angioni, studioso delle trasformazioni della seconda metà del Novecento, sardo e non solo.